# Abderrahmane Alfidja
Abderrahmane Alfidja (* 1942 in Agadez) ist ein nigrischer Ökonom und Politiker.

## Leben
Abderrahmane Alfidja besuchte nach der Grundschule ab 1954 das Lycée National in Niamey, das er 1961 abschloss. Er studierte danach Wirtschaftswissenschaften an der Universität Dijon und an der Universität Paris. Ab 1965 arbeitete er als Verwaltungsdirektor im Staatsdienst, wo er für Entwicklungsfragen zuständig war. Von 1966 bis 1968 studierte er am Wirtschaftsforschungszentrum Centre d’Études des Programmes Économiques (CEPE) in Paris. Von 1968 bis 1970 war er als Wirtschaftsexperte für die Forschungsabteilung der Wirtschaftskommission für Europa in Genf tätig. Dann arbeitete er im nigrischen Ministerium für Entwicklung und Kooperation als Direktor für Forschung und Programme und als Direktor für Planung.
Alfidja war während der ersten Jahre der Herrschaft des Obersten Militärrats unter Seyni Kountché Mitglied der Regierung Nigers. Er wurde 1974 Staatssekretär, zunächst für Kooperation, dann noch im selben Jahr für auswärtige Angelegenheiten und Kooperation. Der Minister für auswärtige Angelegenheiten und Kooperation war in dieser Zeit Adamou Moumouni Djermakoye. Von 1975 bis 1976 wirkte Alfidja als der für wirtschaftliche Angelegenheiten, Handel und Industrie zuständige Staatssekretär bei der Präsidentschaftskanzlei, anschließend von 1976 bis 1977 als Minister für wirtschaftliche Angelegenheiten, Handel und Industrie. Von 1978 bis 1986 war er Mitglied der Exekutivdirektion des Internationalen Währungsfonds, anfangs in wechselnder und ab 1982 in ständiger Funktion.
Abderrahmane Alfidja ist verheiratet.